# Кафетерій
Кафетерій — заклад ресторанного господарства з асортиментом гарячих та холодних напоїв, бутербродів, соків, булочних, кондитерських виробів, молока та молочнокислих продуктів. Кафетерій є різновидом кафе, який відрізняється невеликими розмірами й обмеженим асортиментом страв
. Відмінною особливістю кафетерію є те, що працює він за системою самообслуговування. Кафетерії організовують, як правило, у продовольчих та великих непродовольчих магазинах.